# 탐바판니 왕국
탐바판니 왕국(싱할라어: තම්බපණ්ණිය රාජධානිය)은 기원전 543년 비자야 왕조의 시조 비자야에 의해 탐바판니를 수도로 건국된 후 기원전 437년까지 존속한 스리랑카 최초의 싱할라계 왕국이다.

## 어원
탐바파니는 탐라파르니(산스크리트어: ताम्रपर्णी)에서 파생된 이름이다. 이 단어는 청동 또는 구리색을 의미하는데, 비자야와 그의 추종자들이 스리랑카에 오고나서, 그들의 손과 발로 이 붉은 땅의 티끌을 만졌더니 손과 발이 빨간색으로 변했기 때문이며, 따라서 그 자리에 세워진 도시의 이름은 탐바파니가 되었다. 이 이름의 파생어는 타프로바네(그리스어: Ταπροβανῆ)이다.

## 배경
팔리어로 기록된 연대기인 마하밤사에 따르면, 인도아리아인들이 스리랑카로 이주하기 이전 스리랑카에서는 야크샤와 나가가 살고 있었다고 하며, 기원전 600년 이전에 사용된 고대 무덤 유적과 문명의 징후도 스리랑카에서 발견되었지만, 이 시기 이전의 스리랑카 역사에 대해서는 거의 알려진 것이 없다. 전통적으로 싱할라 역사 및 스리랑카 역사시대에서는 반전설적인 왕자 비자야가 700명의 추종자들을 이끌고 스리랑카로 도착한 날짜를 기원전 543년으로 잡고 있다.
전설에 따르면 비자야가 섬 기슭에 착륙했을 때 모래에 입을 맞춘 다음 이 땅의 이름을 '탐바판니'라고 부르고 땅에 사자를 묘사한 깃발을 심었다고 하며, 인도의 유명한 산치 대탑은 비자야 왕자가 상륙한 사건을 묘사하고 있다. 탐바파니에 상륙한 비자야는 야크샤의 아름다운 여왕인 쿠벤니를 만났다고 하며, 이 여왕의 진짜 이름은 세샤파티였다.

## 역사
기록에 따르면 최초의 싱할라인 왕인 비자야와 그의 추종자 700명이 석가모니가 죽은 날에 스리랑카섬에 상륙한 후 오늘날 만나르 근처 지역에 해당하는 칠라우 지역에서 탐바파니 왕국을 건국하였으며, 비자야는 탐바파니를 자신의 수도로 주장하며 곧 섬 전체가 이 이름으로 알려지게 되었다. 탐바파니는 원래 야크샤가 거주하고 통치하던 곳으로, 이들의 수도인 시리사바투(Sirīsavatthu)에 쿠벤니가 있었다.
우파티사가마(Upatissagāma)는 왕국의 두번째 수도였는데, 이전 수도인 탐바파니에서 북쪽으로 7~8마일 떨어진 곳에 있었으며, 비자야의 추종자이자 고위 장관인 우파티샤에 의해 설립되었다.
후계자를 선택하는데 어려움을 겪고 있던 비자야는 치세 말기에 그의 동생 수미타를 왕좌에 초대하기 위해 고향인 싱하푸라에 있는 그의 조상에 편지를 보냈으며, 그 편지가 목적지로 도착하기 이전에 비자야가 죽자 그의 수석 장관이었던 우파티사가 왕위를 계승하고 1년 동안 왕으로 통치하였다.

## 참고 문헌
- Blaze, L. E. (1933). 《History of Ceylon》 (PDF) Eigh판. Colombo: Christian literature society for India and Africa.
- Codrington, H. W. (1926). 《A Short History Of Ceylon》. London: Macmillan & Co.
- Senaveratna, John M. (1930). 《The Story of the Sinhalese from the Most Ancient Times Up to the End of "the Mahavansa" Or Great Dynasty: Vijaya to Maha Sena, B.C. 543 to A.D.302》. Colombo: W. M. A. Wahid & Bros. ISBN 9788120612716.
- Mittal, J.P. (2006). 〈Other dynasties〉. 《History of Ancient India: From 4250 BC to 637 AD》. Volume 2 of History of Ancient India: A New Version. Atlantic Publishers & Distributors. ISBN 81-269-0616-2. 2009년 11월 6일에 확인함.
- “Tambapanni”. 《www.palikanon.com》. 2019년 2월 23일에 확인함.
- Manathunga, Anura (2007년 2월 4일). “The first battle for freedom”. 《Ths Sunday Times》. 2009년 11월 6일에 확인함.
- Naizer, Nizla (2009년 2월 4일). “Evolution of the National Flag”. 《The Bottom Line》. 2011년 7월 22일에 원본 문서에서 보존된 문서. 2009년 11월 6일에 확인함.
- Malalasekera, G. P. (2017년 2월 5일). “Upatissagāma”. 《www.softerviews.org》. Dictionary of Pāli Proper Names. 2019년 3월 27일에 원본 문서에서 보존된 문서. 2019년 2월 23일에 확인함.
- Perera, D. G. A. “Lankan place name in historical perspective”. The island. 2012년 10월 13일에 원본 문서에서 보존된 문서. 2011년 8월 25일에 확인함.
- “Chapter III. Connection With Ceylon, Generally One Of Hostility”. 《chestofbooks.com》. 2009년 11월 6일에 확인함.
- “King Vijaya (B.C. 543-504) and his successors”. 《lankalibrary.com》. 2009년 11월 6일에 확인함.